# Чемерница (Фојница)
Чемерница је насељено место у Босни и Херцеговини у општини Фојница. Административно припада Федерацији Босне и Херцеговине, односно њеном Средњобосанском кантону. Према попису становништва из 2013. у насељу је било 161 становника, а већинску популацију у насељу чинили су Бошњаци.

## Становништво
По последњем службеном попису становништва из 2013. године у насељу је живело 161 становника, а село је било етнички хомогено са већинском бошњачком популацијом.
| Националност | 2013. | 1991.        | 1981.        | 1971.        |
| Бошњаци      | —     | 173 (98,30%) | 148 (100,0%) | 187 (98,94%) |
| Југословени  | —     | 2 (1,13%)    | 0            | 1 (0,52%)    |
| остали       | —     | 1 (0,56%)    | 0            | 1 (0,52%)    |
| Укупно       | 161   | 176          | 148          | 189          |